# Ą
Ą, kleingeschrieben ą, ist ein Buchstabe des lateinischen Schriftsystems.
In der polnischen Sprache steht ą für einen hinteren, zwischen A und O artikulierten Nasalvokal. Seine Aussprache [ɔw̃] (anhörenⓘ) entspricht in etwa dem französischen on. Der Laut lässt sich am einfachsten erreichen, indem man den beim normalen a flachliegenden Zungenrücken anhebt, bis der Laut nasal klingt und in Richtung o kippt. Die Bezeichnung des Zeichens ist „a mit Ogonek“.
Das ą ist einer von zwei Nasalen im heutigen Polnischen. Der zweite Nasal ist das Ę (klein ę). Sprachgeschichtlich gesehen handelt es sich bei den beiden Nasalen um Relikte aus dem Urslawischen, die in den anderen slawischen Sprachen ausgestorben sind.
In der litauischen Sprache wird ą nicht nasal, sondern wie [a:] gesprochen. Beispiele sind šąla ['ša:la], šąlù [ša:'lu] und žąsìs [ža:'sis]. Nach weichen Konsonanten wird es allerdings als [ɛ:] ausgesprochen, wie zum Beispiel in vėją ['ve:jɛ:], kẽlią ['khɛ:lɛ:], prãdžią ['pra:džɛ:], žìnią ['žiɲɛ:] und láukiąs ['la:ukhɛ:s].
Im Älvdalischen, einer dem Schwedischen nahe verwandten Sprache, wird ein nasalisiertes a ausgedrückt.

## Kodierung
| Zeichen | Unicode  | Unicode | Bezeichnung                        | Bezeichnung                              | HTML        | HTML    | HTML    |
| Zeichen | Position | UTF-8   | Englisch                           | Deutsch                                  | hexadezimal | dezimal | benannt |
| ------- | -------- | ------- | ---------------------------------- | ---------------------------------------- | ----------- | ------- | ------- |
| ą       | U+0105   | %c4%85  | Latin Small Letter a with Ogonek   | Lateinischer Kleinbuchstabe a mit Ogonek | &#x105;     | &#261;  | &aogon; |
| Ą       | U+0104   | %c4%84  | Latin Capital Letter a with Ogonek | Lateinischer Großbuchstabe a mit Ogonek  | &#x104;     | &#260;  | &Aogon; |